# アカプルコ (カクテル)
アカプルコは、基本的にはラムをベースとするカクテルであり、ショートドリンクに分類される。カクテル名のアカプルコは、南シエラマドレ山脈の麓の海岸にある都市の名称なので、シティカクテル（都市の名称を冠しているカクテルのこと）の1種でもある。

## 標準的なレシピ
- ラム （ライト） ： コアントロー ： レモン・ジュース ＝ 2：1：1
- 砂糖 （シュガー・シロップでも可） ＝ 1tsp
- 卵白 （鶏卵） ＝ 2分の1個分

### 作り方
ラム、コアントロー（または、ホワイト・キュラソー）、レモンジュース、砂糖、卵白をシェークして、大型のカクテル・グラス（容量90ml以上）に注げば完成である。なお、レモンジュースは、その場でレモンを絞ったものを使用するのがベストであるが、市販のジュースを用いても良い。

### 備考
- ミントの葉を飾ることもある。
- 大型のカクテル・グラスは、ソーサー型のシャンパン・グラス（容量120ml程度）で代用することがある。
- アカプルコには、ラムと共に同量のテキーラも用いるレシピも存在する。

## 別レシピ

### テキーラ
以下のようにテキーラをベースとするレシピも存在する。
別レシピ
- テキーラ：ラム：パイナップルジュース：グレープフルーツジュース：ココナッツミルク ＝ 2:1:1:2:2

作り方
氷と全ての材料をシェークして、大型のカクテル・グラスに注ぐ。

### ウイスキー
1970年代にサントリーがウイスキーを麦茶で割ったものをアカプルコと名付けてテレビCMを展開した。

## 主な参考文献
- 稲 保幸 『カクテル・レシピ1000』 日東書院 2005年7月10日発行 ISBN 4-528-01412-2